# Stuwdam Pilchowice
Stuwdam Pilchowice (Pools: Pilchowicki Zbiornik Wodny Duits: Bobertalsperre Mauer) is een stuwdam nabij de plaats Pilchowice in de Poolse woiwodschap Neder-Silezië.

## Stuwmeer
De dam werd gebouwd in de jaren 1902-1912 in de rivier de Bóbr met een hoogte van 62 m en een lengte van 290 m waardoor een stuwmeer is ontstaan met een lengte van 7 km, een oppervlakte van 240 hectare, een gemiddelde diepte van ca. 40 meter en een capaciteit van 50 miljoen m³ water. Rondom het meer is een wandelgebied aangelegd.

## Stuwdam
De primaire doelstelling van de dam is het reguleren van het water in de Bóbr en het opwekken van elektriciteit door middel van een waterkrachtcentrale in de dam met een vermogen van 7,5 MW.

## Geschiedenis
De ceremoniële ingebruikname was op 16 november 1912 door Keizer Friedrich Wilhelm Viktor Albert von Preußen. Over een deel van het meer ligt een spoorbrug, gebouwd in 1909 met een lengte van 131,7 m. Deze brug werd opgeblazen in mei 1945, vervolgens herbouwd en heropend in 1946. Na de Tweede Wereldoorlog werd het gebied onder Pools bestuur geplaatst volgens de naoorlogse Conferentie van Potsdam en kreeg de Stuwdam zijn huidige naam.

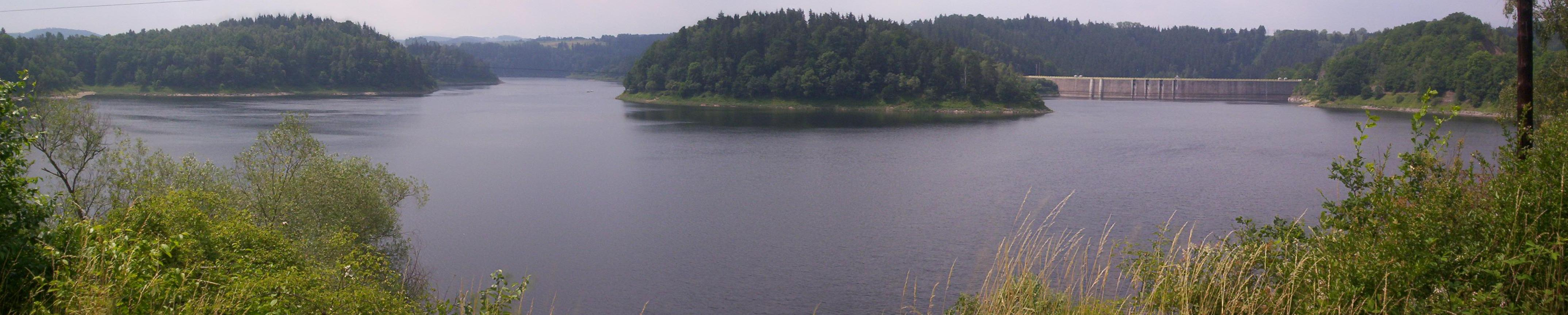
Panoramafoto stuwmeer en dam